# Oslov
Oslov (en allemand : Woslau, précédemment Woslow) est une commune du district de Písek, dans la région de Bohême-du-Sud, en République tchèque. Sa population s'élevait à 343 habitants en 2020.

## Géographie
Oslov se trouve à 12 km au nord-nord-est de Písek, à 13 km au sud-ouest de Milevsko et à 78 km au sud-sud-ouest de Prague.
La commune est limitée par Varvažov et Zvíkovské Podhradí au nord, par Kučeř, Květov et Jetětice à l'est, par Temešvár et Vlastec au sud, et par Vojníkov et Ostrovec à l'ouest.

## Histoire
La première mention écrite du village date de 1226.

## Administration
La commune d'Oslov se compose de trois quartiers : 
- Oslov
- Svatá Anna
- Tukleky

## Patrimoine

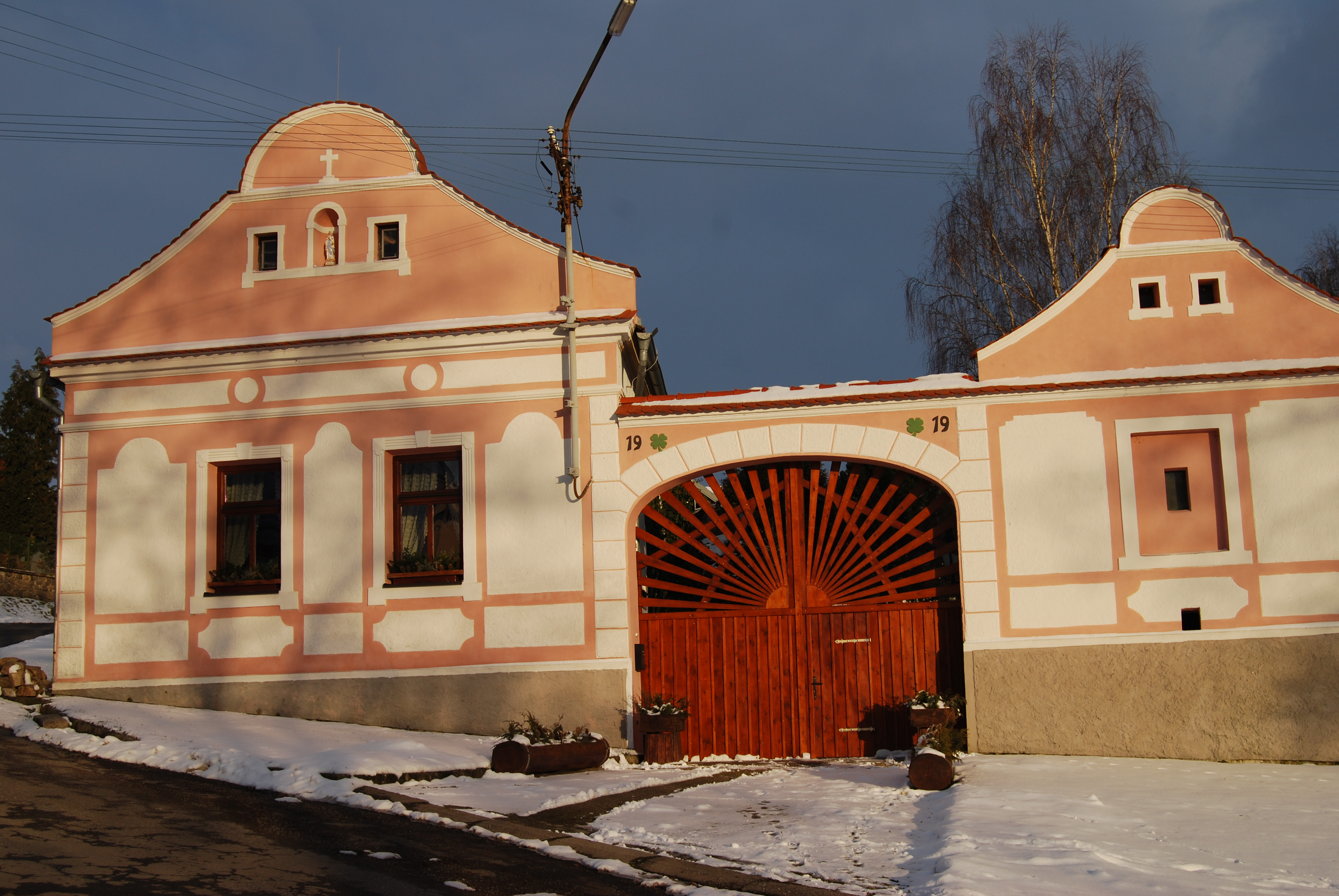
Hameau de Tukleky : architecture locale d'inspiration baroque.

## Transports
Par la route, Oslov se trouve à 14 km de Písek, à 63,5 km de České Budějovice et à 112 km de Prague.

## Personnalité
- Martin Josef Říha (1839-1907), évêque de České Budějovice de 1885 à 1907.